# Сорочинськ
Соро́чинськ (рос. Сорочинск) — місто, адміністративний центр Сорочинського міського округу Оренбурзької області, Росія.

## Географія

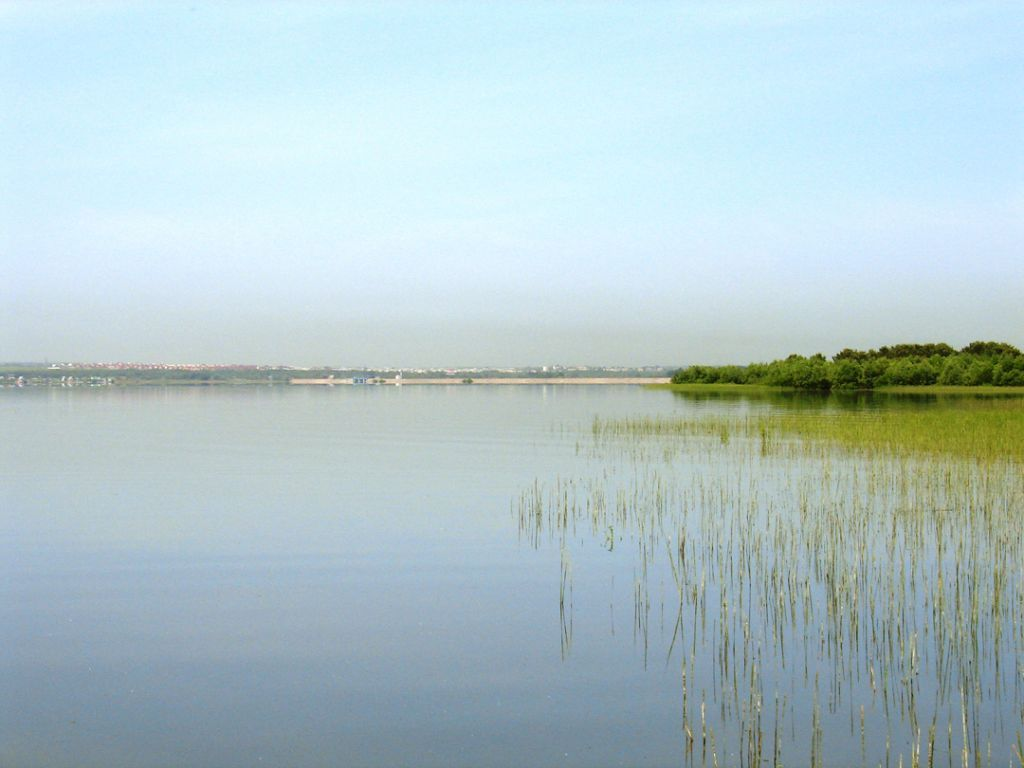
Сорочинське водосховище

Місто розташоване в Передураллі, на лівому березі річки Самара (притока Волги), за 170 км на північний захід від Оренбургу та за 250 км на південний схід від міста Самара. Поруч з містом розташоване Сорочинське водосховище.

## Історія
Фортеця була призначена для будівництва в кінці річки Сорочки при впадінні її в річку Самара. Навесні 1737 року Петро Семенович Бахметьєв (тесть І. К. Кирилова), прибувши на місце призначеного будівництва, виявив велику воду і змушений був переміститися вище за течією річки Самара до двох кам'яних менгірів, які існують й досі на розі вулиць Фрунзе та Володарського. Тут почалося будівництво Сорочинської фортеці. Першим отаманом фортеці, в якій на той час проживало 200 служивих людей, в 1737 році був Олексій Соколов, тридцятишестирічний осавул з яїцьких козаків.
З XIX століття — село Сорочинське. Статус міста отримало 16 травня 1945 року.

## Населення
Населення — 29249 осіб (2010; 30136 у 2002).

## Господарство
Важливу роль відіграє видобуток нафти, також Сорочинська — центр переробки сільськогосподарської сировини. М'ясокомбінат, комбінат хлібопродуктів. У Сорочинському окрузі близько 150 нафтових свердловин.
Залізнична станція Сорочинська Південно-Уральської залізниці. Це був останній вокзал, побудований між Самарою і Оренбургом в 1877 році.